# Winifred Sackville Stoner Jr.
Winifred Sackville Stoner, Jr. (Evansville, Indiana, 1902 - 1983) va ser una poeta i nena prodigi estatunidenca. El seu desenvolupament va estar fortament influenciat per la seva mare Winifred Sackville Stoner.
Winifred Sackville Stoner, la "Mare Stoner", va ser la fundadora del moviment d'educació natural. Va ser una educadora innovadora, que promovia la importància de la diversió en l'aprenentatge. La seva filla va demostrar ser una molt bona estudiant. Als tres anys ja sabia llegir i escriure competentment. Als sis, podia fer servir una màquina d'escriure i havia publicat un llibre il·lustrat amb els seus poemes. Als vuit, parlava almenys cinc idiomes i havia traduït Mother Goose (Mare Oca) a la llengua auxiliar internacional esperanto (Patrino Anserino), llengua que promovia activament la seva mare. Als nou, va passar les proves d'accés de la Universitat Stanford. Filla i mare van col·laborar durant la dècada de 1920 en la publicació mensual Mother Stoner's Bulletin (Butlletí de la Mare Stoner) i van viatjar a Europa on, entre altres coses, van fer conferències defensant l'ús de l'esperanto, tal com havien fet als campaments educatius de Chautauqua.
Winifred Sackville Stoner, Jr. és coneguda per haver escrit poemes i rimes mnemotècniques que ajuden a recordar informació. Un dels seus poemes més coneguts es titula The History of the U.S. (La història dels Estats Units) i comença així: "In fourteen hundred ninety-two, Columbus sailed the ocean blue / And found this land, land of the Free, beloved by you, beloved by me" ("En 1492, Colom va navegar per l'oceà blau / I va trobar aquesta terra, terra dels homes Lliures, estimada per tu, estimada per mi").